# Великий Прикол
Великий Прикол (укр. Великий Прикіл) — село,
Малорыбицкий сельский совет,
Краснопольский район,
Сумская область,
Украина.
Код КОАТУУ — 5922382502. Население по переписи 2001 года составляло 194 человека .

## Географическое положение
Село Великий Прикол находится на левом берегу реки Прикол,
выше по течению на расстоянии в 2,5 км расположено село Петрушевка,
ниже по течению на расстоянии в 3 км расположено село Малая Рыбица.